# Ghost (album)
Ghost is een muziekalbum van Radical Face, gebaseerd rondom het concept dat een huis zich verhalen herinnert die daar ooit hebben plaatsgevonden. Het album is in maart 2007 uitgebracht door Morr Music.
Elk lied op het album is een verhaal en ze worden bezongen vanuit het gezichtspunt van het huis. Het meeste werk voor het album is gedaan in een klein schuurtje achter het huis. Emeral Cooper, Mark Hubbard en Alex Kane werkten samen aan sommige tracks op het album.
Ghost wordt wel vergeleken met artiesten als The Mountain Goats, Sufjan Stevens, The Postal Service, Gorky's Zygotic Mynci, Paul Simon en Animal Collective.
Het lied Welcome Home is gebruikt voor verschillende advertenties en films, bijvoorbeeld voor de reclame van Nikon in verschillende landen in Europa en voor de Chevrolet Volt van 2011. Ook is het lied gebruikt als een advertentie voor de Universiteit van Oregon en is gebruikt in de film Humboldt County. De documentaire Forks Over Knives uit 2011 gebruikte het lied bij de aftiteling. Het lied steeg tot plaats 92 in de UK Singles Chart in augustus 2010.

## Track listing
1. "Asleep on a Train" - 2:01
2. "Welcome Home" - 4:48
3. "Let the River In" - 5:07
4. "Glory" - 6:13
5. "The Strangest Things" - 4:26
6. "Wrapped in Piano Strings" - 3:38
7. "Along the Road" - 4:18
8. "Haunted" - 4:44
9. "Winter Is Coming" - 4:24
10. "Sleepwalking" - 4:43
11. "Homesick" - 3:44